# Férfi négyesbob az 1972. évi téli olimpiai játékokon
Az 1972. évi téli olimpiai játékokon a bob férfi négyes versenyszámát február 11-én és 12-én rendezték. Az aranyérmet a svájci Jean Wicki, Hans Leutenegger, Werner Camichel, Edy Hubacher összeállítású csapat nyerte. A versenyszámban nem vett részt magyar csapat.

## Eredmények
A verseny négy futamból állt. A négy futam időeredményének összessége határozta meg a végső sorrendet. Az időeredmények másodpercben értendők. A futamok legjobb időeredményei vastagbetűvel olvashatóak.
| Helyezés | Csapat                                                                                            | 1.       | 2.      | 3.       | 4.      | Össz.    |
| -------- | ------------------------------------------------------------------------------------------------- | -------- | ------- | -------- | ------- | -------- |
| Arany    | Svájc (SUI)-1 · Jean Wicki · Hans Leutenegger · Werner Camichel · Edy Hubacher                    | 1:10,71  | 1:11,44 | 1:10,21  | 1:10,71 | 4:43,07  |
| Ezüst    | Olaszország (ITA)-1 · Nevio De Zordo · Adriano Frassinelli · Corrado Dal Fabbro · Gianni Bonichon | 1:11,39  | 1:11,33 | 1:10,19  | 1:10,92 | 4:43,83  |
| Bronz    | NSZK (FRG)-1 · Wolfgang Zimmerer · Stefan Gaisreiter · Walter Steinbauer · Peter Utzschneider     | 1:11,18  | 1:11,75 | 1:10,30  | 1:10,69 | 4:43,92  |
| 4.       | Svájc (SUI)-2 · Hans Candrian · Erwin Juon · Gaudenz Beeli · Heinz Schenker                       | 1:12,36  | 1:11,89 | 1:10,09  | 1:10,22 | 4:44,56  |
| 5.       | NSZK (FRG)-2 · Horst Floth · Donat Ertel · Walter Gillik · Pepi Bader                             | 1:10,83  | 1:11,88 | 1:11,06  | 1:11,32 | 4:45,09  |
| 6.       | Ausztria (AUT)-1 · Herbert Gruber · Utz Chwalla · Josef Eder · Josef Oberhauser                   | 1:11,20  | 1:12,46 | 1:11,11  | 1:11,00 | 4:45,77  |
| 7.       | Ausztria (AUT)-2 · Werner Delle Karth · Werner Moser · Walter Delle Karth · Fritz Sperling        | 1:11,58  | 1:12,46 | 1:11,16  | 1:11,46 | 4:46,66  |
| 8.       | Olaszország (ITA)-2 · Gianfranco Gaspari · Roberto Zandonella · Mario Armano · Luciano De Paolis  | 1:11,89  | 1:12,49 | 1:11,11  | 1:11,24 | 4:46,73  |
| 9.       | Franciaország (FRA) · Pierre Parisot · Yves Bonsang · Alain Roy · Gilles Morda                    | 1:11,79  | 1:12,18 | 1:11,27  | 1:11,51 | 4:46,75  |
| 10.      | Románia (ROU) · Ion Panțuru · Ion Zangor · Dumitru Pascu · Dumitru Focşeneanu                     | 1:12,07  | 1:12,65 | 1:11,08  | 1:11,32 | 4:47,12  |
| 11.      | Svédország (SWE) · Carl-Erik Eriksson · Tom Mentzer · Thomas Gustafsson · Jan Johansson           | 1:12,14  | 1:12,42 | 1:11,43  | 1:11,41 | 4:47,40  |
| 12.      | Japán (JPN)-1 · Eszasika Szuszumu · Abe Kazumi · Szató Rikio · Icsihasi Josijuki                  | 1:11,51  | 1:12,99 | 1:11,42  | 1:12,00 | 4:47,92  |
| 13.      | Kanada (CAN) · Hans Gehrig · David Richardson · Peter Blakeley · Andrew Faulds                    | 1:12,61  | 1:12,43 | 1:10,76  | 1:12,26 | 4:48,06  |
| 14.      | Egyesült Államok (USA)-2 · Bob Said · James Copley · Ken Morris · Phil Duprey                     | 1:12,31  | 1:12,34 | 1:11,80  | 1:11,98 | 4:48,43  |
| 15.      | Nagy-Britannia (GBR)-2 · John Hammond · Jackie Price · Alan Jones · Peter Clifford                | 1:13,00  | 1:12,49 | 1:12,72  | 1:12,25 | 4:50,46  |
| 16.      | Nagy-Britannia (GBR)-1 · John Evelyn · Mike Freeman · Gomer Lloyd · Michael Sweet                 | 1:12,83  | 1:13,65 | 1:12,55  | 1:12,00 | 4:51,03  |
| –        | Japán (JPN)-2 · Nagata Tosihisza · Inaba Hirosi · Szugavara Kóicsi · Szuzuki Akihiko              | 1:11,51  | 1:12,99 | kizárták | –       | kizárták |
| –        | Egyesült Államok (USA)-1 · Jim Hickey · Jim Bridges · Howard Siler · Thomas Becker                | kizárták | –       | –        | –       | kizárták |